# Черкашин Ігор Юрійович
Ігор Юрійович Черкашин (рос. Игорь Юрьевич Черкашин), нар. 29 грудня 1965 року, м.Караганда, Казахстан, громадянин України.
Незалежний експерт у сфері енергоефективності та відновлюваної енергетики. Позаштатний консультант Комітету Верховної Ради України з питань паливно-енергетичного комплексу, ядерної політики та ядерної безпеки. Державний службовець третього рангу, має допуск до державної таємниці України.

## Вища освіта
- 1989 р. — Московський гірський інститут, спеціальність «гірські машини і комплекси», кваліфікація «гірський інженер-механік», диплом «Комплекс устаткування для механізованої здобичі природного каменя»;
- 2003 р. — Донецький національний університет, Курси перепідготовки управлінських кадрів для сфери підприємництва, спеціальність "менеджмент організацій, кваліфікація «економіст-менеджер», диплом «Організація диференційованого обліку енергоспоживання на підприємствах та в організаціях»;
- 2004 р. — Донецький національний університет, спеціальність «правознавство», кваліфікація «юрист», диплом «Звернення стягнення на майно боржника-юридичної особи за рішенням господарського суду».

## Відомості про роботу
- 1985—1986 pp. — служба в армії;
- 1987—1989 pp. — інженер-конструктор НВО «Автоматгірмаш», м. Донецьк;
- 1989—1990 pp. — інструктор відділу комплексного економічного розвитку Виконкому Донецької міської Ради;
- 1990—1992 pp. — відповідальний співробітник, керівник ряду підприємств недержавного сектора в Донецькій області;
- 1992—2008 pp. — Генеральний директор НВО «Енергосоюз», м. Донецьк;
- 2008[3] — 2009 pp.[4] — Голова Національного агентства України з питань забезпечення ефективного використання енергетичних ресурсів (НАЕР);
- 2009[5] — 2010 рр.[6] — Начальник Державної інспекції з енергозбереження — головний державний інспектор;
- 2012 —     2014 рр. — Energy Consultant CBA Project / UNDP Ukraine.
- 2015 — по 2017 рр.  — National Expert UNDP Project Transforming the Market for Efficient Lighting.
- 2017 - по т.ч.         -      Task Leader on Energy Management – UNDP-GEF Progect EEPB

## Громадська діяльність
- 2007 р. — по т.ч. — співзасновник Громадського об'єднання «Фонд пам'яті жінок, які відновили вугільні шахти Донбасу»;
- 2008 р. — по т.ч. — Почесний Президент Всеукраїнського об'єднання «Фонд енергоефективних інвестицій»;
- 2009 р. — по т.ч. — співзасновник Всеукраїнського громадського об'єднання «Вища рада енергоаудиторів та енергоменеджерів України»;
- 2013 р. — по т.ч. — співкоординатор в Україні «Міжнародної Конфедерації неурядових об'єднань у сфері енергоефективності та сталого розвитку» (ICEE);
- 2014 р. — по т.ч. — Голова Громадського об'єднання «Експертна платформа з енергоефективності»

## Автор наукових праць
- Понад 20 публікацій в академічних та відомчих збірниках наукових статей у сфері енергозбереження та обліку, права, гірських робіт.

## Автор винаходів
- Має три авторських свідоцтва СРСР за винаходи.
- Два свідоцтва про реєстрацію авторських прав в Україні.

## Нагороди та відзнаки
- Почесна грамота Кабінету Міністрів України (2008 р.)
- Почесний знак НАЕР «Знак пошани» (2009 р.)

## Діяльність Черкашина І. Ю. на державній службі та в громадських організаціях
Діяльність Черкашина І. Ю. на посаді Голови центрального органу влади зі спеціальним статусом — Національного Агентства України з питань забезпечення ефективного використання енергетичних ресурсів (НАЕР) відзначена кардинальною зміною вузькопрофільних програм і напрямків на розробку і впровадження загальнодержавних інструментів в сфері енергоефективності та розвитку відновлюваної енергетики. За пропозицією Голови НАЕР Кабінет Міністрів України (КМУ) своєю Постановою в перелік питань державного регулювання вперше включив::

- забезпечення ефективного використання енергетичних ресурсів;
- показники енергоефективності обладнання та будівель;
- енергетичний аудит та менеджмент з енергозбереження;
- енергетичне маркування.

Під керівництвом Черкашина І. Ю. розроблена і надалі Розпорядженням КМУ затверджено Концепцію загальнодержавної Програми енергоефективності, яка ознаменувала перехід від заходів по енергозбереженню до цільової державної політики енергоефективності. Метою Програми є створення умов для зниження енергоємності ВВП до рівня розвинутих країн світу, підвищення ефективності використання паливно-енергетичних ресурсів і забезпечення конкуренто-спроможності національної економіки.
Вперше в Україні Наказом НАЕР був створений державний Реєстр підприємств у сфері енергоефективності, що дозволило почати цільову державну підтримку цього напряму.
Розроблений і підписаний Наказ НАЕР вперше відкрив можливість використовувати накопичені в державному бюджеті кошти від штрафних санкцій на заохочення процесу модернізації підприємств і впровадження нових енергоефективних технологій через механізм компенсації відсоткової ставки за кредитами, взятими суб'єктами господарювання на ці цілі. Таким чином була реалізована концепція, коли держава всі кошти, отримані від штрафних санкцій за перевитрати ПЕР, спрямовувала на розвиток сфери енергоефективності.
Продовженням діяльності зі створення сприятливого інвестиційного клімату стала розробка та подальше затвердження Постановою КМУ від 14 травня 2008 р. порядку ввезення в Україну сучасного енергоефективного обладнання для модернізації економіки України. Ця Постанова дозволила створити умови для будівництва та докорінної модернізації кілька десятків підприємств України.
Вперше у нормативне поле було введено нормативний акт щодо розвитку біопаливної галузі України. Так було розроблено та прийнято Розпорядження КМУ «Питання організації виробництва та використання біогазу»
Черкашиним І. Ю. було запропоновано поняття «енергоефективна свідомість суспільства», на розвиток якого було направлено розробка та подальше затвердження ряду нормативних документів і широка громадська діяльність спрямована на популяризацію енергоефективності. Наприклад, Розпорядженням КМУ була реалізована ідея проведення всеукраїнських спеціалізованих виставок у сфері енергоефективності та відновлюваної енергетики. З тих пір в Україні ці виставки проводяться щорічно. Так само Розпорядженням КМУ закріплені напрацювання з впровадження ряду, тепер вже традиційних заходів для формування енергоефективної свідомості для всіх вікових та цільових груп суспільства.
Особливу увагу у своїй діяльності на займаних державних посадах Черкашиним І. Ю. було приділено питанням енергоефективності в бюджетній сфері, при цьому керівним принципом було зазначено, що тільки після наведення порядку в бюджетній сфері держава має право вимагати такого ж ставлення до ресурсів з боку бізнесу та громадян. Так Розпорядженням КМУ було впроваджено в усій бюджетній сфері України з 1 листопада 2008 р. обов'язкове застосування енергоефективних освітлювальних приладів під час заміни ламп розжарювання.
Розпорядженням було вирішено питання обов'язкового обліку електричної енергії, яка використовується для зовнішнього освітлення населених пунктів та магістральних доріг і вулиць, за показаннями диференційованих за часом доби приладів обліку, що дозволило перейти на найсучасніші прилади обліку і отримати економічний ефект від використання мінімального нічного тарифу на електроенергію.
Розпорядження КМУ вперше запровадило в Україні введення з 1 січня 2010 р. обов'язковий приладовий облік електроенергії, природного газу, теплової енергії, холодної та гарячої води в бюджетній сфері.. Комплекс цих заходів дозволив істотно скоротити витрати бюджетів усіх рівнів на оплату енергоносіїв і води, а також виключити нецільове використання бюджетних коштів.
При формуванні державної політики в сфері енергоефективності керовані Черкашиним І. Ю. державні органи приділяли увагу створенню галузевих програм енергоефективності, так Розпорядженням КМУ розроблені механізми, які зобов'язують розробити галузеві програми підвищення енергоефективності на 2010—2014 роки, пріоритетом яких повинно стати зменшення енергоємності валового внутрішнього продукту. А Розпорядженням КМУ затверджені наступні розроблені пріоритети для міністерств і відомств України в сфері енергоефективності:

- розробка національних стандартів з енергозбереження та енергоефективності, в першу чергу щодо встановлення норм питомих витрат паливно-енергетичних ресурсів на одиницю виробленої продукції;

використання замість природного газу альтернативних джерел енергії та видів палива;
- впровадження теплових насосів, термеров, енергоакумулюючих систем, а також збільшення обсягу використання електроенергії для опалення і гарячого водопостачання;
- переведення підприємств та установ, які належать до сфери їх управління на здійснення розрахунків за спожиті енергоресурси та воду виключно на підставі показників приладів обліку.

Для забезпечення державного контролю у сфері енергоефективності були розроблені порядок і методики здійснення контрольних функцій. Основним з пакету цих документів стала Постанова КМУ.
З затвердження Постанови КМУ в Україні розпочалася розробка стандартів енергоефективності для різних видів обладнання та технологічних процесів.
Під час керівництва Урядовим органом — Державною інспекцією з енергозбереження, Черкашин І. Ю. вперше запровадив механізми комплексних перевірок ефективності використання енергоресурсів на металургійних комбінатах України. Результатом такого підходу стало виявлення причин порушення технологічних регламентів, неефективного використання ресурсів. Усунення виявлених проблем дозволило багатьом найбільшим підприємствам України скоротити необґрунтовані багатомільйонні втрати.
Реалізований і перший в Україні програмний комплекс забезпечення діяльності Інспекції в масштабах України, який включав в себе моніторинг всіх етапів роботи Державної інспекції від загальнодержавного плану перевірок на рік, до надходження штрафних санкцій до державного бюджету України. Створення такого інструменту управління загальнодержавним наглядовим органом практично повністю звело до нуля можливість корупційної складової при реалізації контрольних функцій.
Створене в кінці 2008 року, як інструмент популяризації та як незалежний експертний майданчик у сфері енергоефективності та розвитку відновлюваної енергетики, Всеукраїнське об'єднання «Фонд енергоефективних інвестицій» проводить щорічний всеукраїнський конкурс найкращих технічних, економічних та медійних проектів «ТОП-Енергоефективність», автором якого є Черкашин І. Ю.

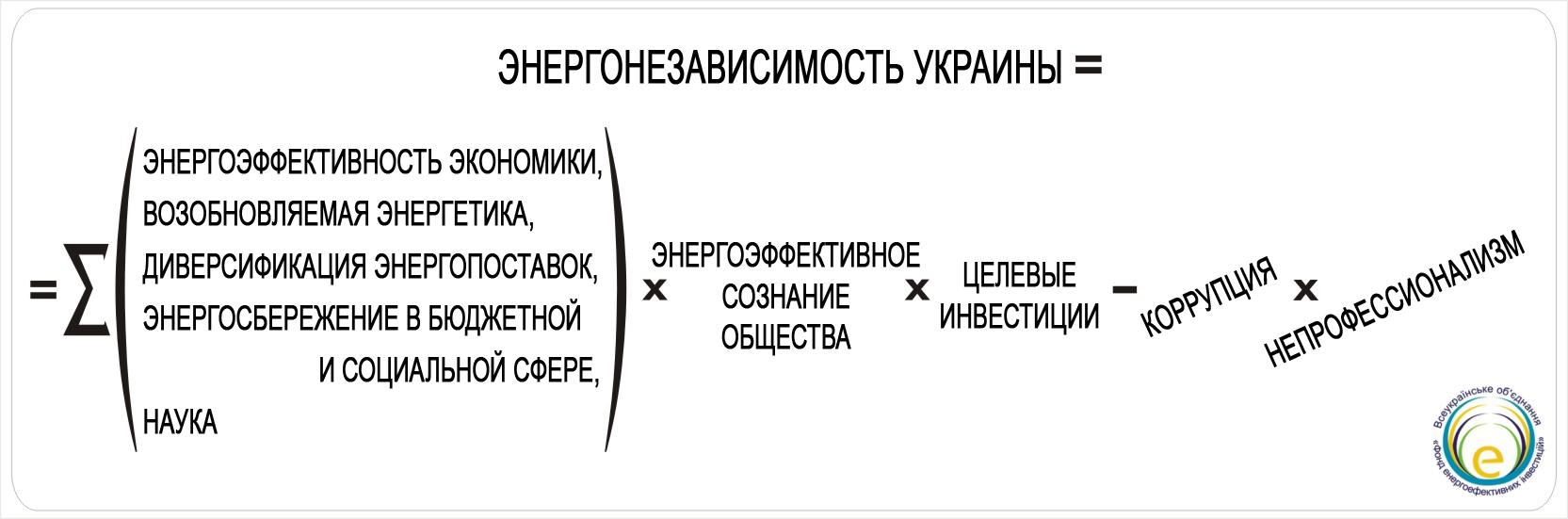
формула Енергонезалежності, розроблена Черкашиним Ігорем Юрійовичем

Цікавою розробкою для розуміння, що таке «енергонезалежність» і які чинники впливають на неї позитивно і негативно, що виступає мультиплікаторами, є запропонована Черкашиним І. Ю. «Формула енергонезалежності України». Це не політичний і не суб'єктивний, а наочний результат напрацювань автора у сфері енергоефективності, який може бути застосований від масштабу підприємства до масштабу держави.
В даний час накопичений досвід і наявні розробки державних інструментів управління і контролю у сфері енергоефективності використовуються колегами Черкашина І. Ю. з інших країн в рамках створеної «Міжнародної Конфедерації неурядових об'єднань у сфері енергоефективності та сталого розвитку» (ICEE) та об'єднання провідних експертів України у сфері енергоефективності — «Експертної Платформи з енергоефективності».

## Контакти та ЗМІ посилання
- Біографія на сайті Асоціації "Всеукраїнське об'єднання «Фонд енергоефективних інвестицій»
- Хто є Хто в Україні
- Facebook: Igor Cherkashyn
- ЛіГА.Блоги: Ігор Черкашин [Архівовано 4 березня 2014 у Wayback Machine.]
- Асоціація "Всеукраїнське об'єднання «Фонд енергоефективних інвестицій»